# Salvador Riera i Fàbregas
Salvador Riera i Fàbregas (Breda, Selva, 11 de gener de 1927 - Barcelona, 10 de maig de 1994), fou un galerista i col·leccionista d'art contemporani català.
De jove, durant la seva època a Breda, va publicar el llibre de poemes d'humor Breda, pinzellades a tort i dret (1948). Després de fer el servei militar va emigrar per Amèrica del Sud. El 1959, mentre era a São Paulo va conèixer el President Josep Tarradellas mentre aquest es trobava a l'exili, i també Fanny, que acabaria sent la primera dona de Riera. Fou en aquesta ciutat on nasqué també la seva passió per col·leccionar art, que va continuar a partir de 1973 des de Barcelona. Un any abans de la seva mort, el 1993 la Generalitat de Catalunya va adquirir part de la seva col·lecció.